# Power Athlete
Power Athlete (パワーアスリート?), utanför Japan känt som Deadly Moves till Sega Mega Drive och som 'Power Moves till SNES, är ett man mot man-fightingspel utgivet 1992. Spelet utvecklades av System Vision och utgavs av Kaneko.
Spelet är ett av många försök under tidigt 1990-tal att rida på Capcom's Street Fighter II-våg.

## Handling
Kampsportaren Joe övar för att bli skickligare. En dag möter han en äldre kampsporatare, som säger att han skall resa runt i världen och möta andra läromästare, och lära sig från dem. På sina resor möter många han olika kämpar.

## Rollfigurer
- Joe är spelets huvudperson, och påminner om Ryu. Kommer från USA och kan skicka iväg eldbollar påminnande om Ryu's "Hadouken", har även en språngattack.
- Warren - grapplare från Hawaii, vars stridstekniker namngivits efter olika surfinguttryck, som "Big Wednesday"
- Reayon - kvinnlig kämpe från Thailand, inspirerad Chun-Li.
- Vagnad - Brottare från Ryssland som påminner om Zangief's. Instruktionsboken till Sega Mega Drive-versionen förklarar att han är en av Förintelsens överlevande.
- Nick - En matadoer från Spanien. Hans stridsteknik består av breakdanceliknande rörelser, samt knivkastande.
- Buoh - En kabuki-liknande kämpe från Japan, som kan teleportera sig och attackera med sitt hår.
- Gaoluon - Knivbeväpnad akrobatisk kampsportare från Kina.
- Baraki - Stamkrigare från Kenya, påminner om Blanka.
- Ranker - Kommer från USA. Icke-spelbar slutboss.

### Fotnoter
1. ↑  ”Deadly Moves” (på engelska). Mobygames. 24 mars 1992. http://www.mobygames.com/game/deadly-moves. Läst 12 juni 2014.